# Angel R. Cabadas
Angel R. Cabadas är en ort i Mexiko.   Den ligger i kommunen Angel R. Cabada och delstaten Veracruz, i den sydöstra delen av landet, 400 km öster om huvudstaden Mexico City. Angel R. Cabadas ligger 30 meter över havet och antalet invånare är 11 065.
Terrängen runt Angel R. Cabadas är huvudsakligen platt, men åt sydost är den kuperad. Runt Angel R. Cabadas är det ganska tätbefolkat, med 96 invånare per kvadratkilometer. Närmaste större samhälle är Lerdo de Tejada, 8,6 km väster om Angel R. Cabadas. Omgivningarna runt Angel R. Cabadas är en mosaik av jordbruksmark och naturlig växtlighet.